# 千葉テストセンター
心理検査専門所 株式会社千葉テストセンター（ちばテストセンター）は、心理検査の開発および販売を中心とした出版会社。

## 沿革
- 1955年　創業
- 1971年　日本総合教育研究会を設立
- 1988年　法人設立　代表者 代表取締役 千葉武夫
- 2011年　代表者　代表取締役 千葉一貴

## 事業内容
- 箱庭療法の研究・開発・販売
- 心理検査の研究開発
- 心理検査の発行および販売

## 所属団体
- 日本心理検査協会会員
- 日本心理検査振興協会会員